# Sanchi (jaciment budista)
Sanchi o Sānchi és un dels recintes més antics del budisme, una ciutat i un panchayat al districte de Raisen, a l’estat de Madhya Pradesh, a l'Índia. El complexe Budista és famós per ser un dels monestirs més antics de l'Índia. En destaquen les seves stupes, la millor conservada avui dia és la número 1, també anomenada la Gran Stupa. El conjunt va ser declarat Patrimoni de l’Humanitat per l'UNESCO en 1989.

## Orígens
Segons els historiadors, i gràcies a restes que es van trobar, es pot remuntar l’origen d’aquesta urbs a l’època de l’emperador Asoka (273-236 a.C.) qui va assentar la base del complex del temple a la cim del turó, que va manar a construir-ho amb intenció de custodiar allà les relíquies de Buda. En sí, es tracta d'un conjunt monàstic, on els monjos tenen una vida nòmada fins que estableixen monestirs, que temporalment eren coves i més endavant es monumentalitzen a mesura que creix la comunitat. L'espai es de grans dimensions i es forma amb diversos edificis i espiar de reunió i pregària.
Sanchi serà un centre de peregrinació de l'antiguitat. L'espai ja estava fet des de la prehistòria, però el centre sorgeix al segle V a.C de manera contemporània a la vida de Buda. Es tracta d'una de les fundacions del regne d'Asoka i posteriorment les altres monumentalitzacions seran d'època Maurya, en concret del segle III a.C. Tot i que, trobem un segle d'esplendor amb el regne Gupta al segle V d.C.

## La Gran Stupa
La Gran stupa o stupa número 1 és considerada un dels grans exemples d’art Budista de tot el país. Es tracta d'una semiesfera massissa rodejada de quatre pòrtics d’entrada d’uns 8 metres i mig d’altura i efusivament decorats. En sí, la stupa es un monument simbòlic que es situa en posicions elevades i en creuaments de camins.
Aquesta stupa ja va ser objecte de vandalisme al voltant del segle II a.C. però va ser reparada i ampliada durant l'últim període de l'Imperi Sunga (85-75 a.C.). En aquell moment, la cúpula estava aplanada per la part superior i coronada per tres para-sols superposats dins d'una barana quadrada. La cúpula estava col·locada en un tambor circular alt destinat a la circumval·lació, al qual es podia accedir a través d'una escala doble. A més de la seva renovació, els Sungas van construir la segona i tercera stupa, així com altres edificis religiosos.
Envoltant la Gran Stupa hi ha una barana amb quatre portes exquisidament tallades, o toranes, cadascuna orientada cap a les corresponents direccions cardinals. Es creu que aquestes passarel·les van ser tallades durant el període de Satavahana al voltant de 100 a.C. Aquestes quatre entrades són les obres més rellevants de Sanchi i es troben entre els millors exemplars d'art budista a l'Índia. Mostren escenes de la vida de Buda i les seves encarnacions anteriors com els bodhisattvas descrites als escrits que relaten les jatakes, les vides anteriors del Buda. Aquestes escenes s'integren amb esdeveniments quotidians que serien familiars pels espectadors i, per tant, facilitarà les lectures budistes. A les talles de pedra, Buda mai va ser representat com a figura humana. En canvi, els artistes van optar per representar certs atributs, com el cavall on va deixar la casa del seu pare, les seves empremtes o un dosser sota l'Arbre Bodhi, on va assolir el despertar o nirvana. Es pensava que el cos humà era massa limitat per Buda.

## Galeria d'imatges

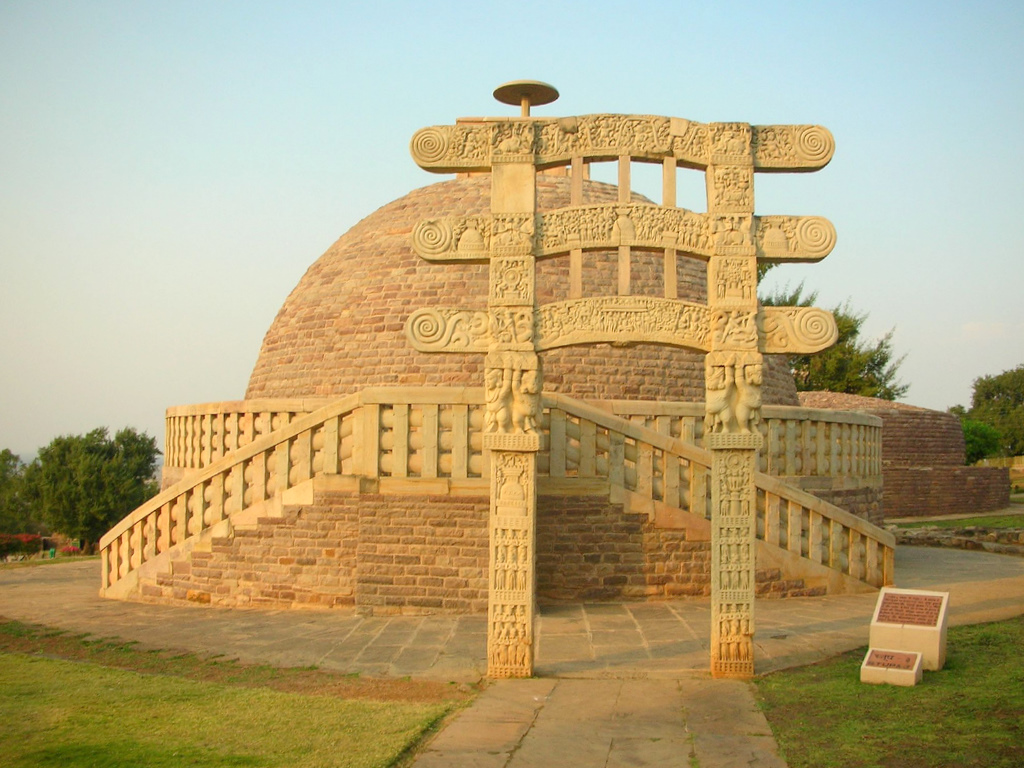
Stupa nº 3, Sanchi.
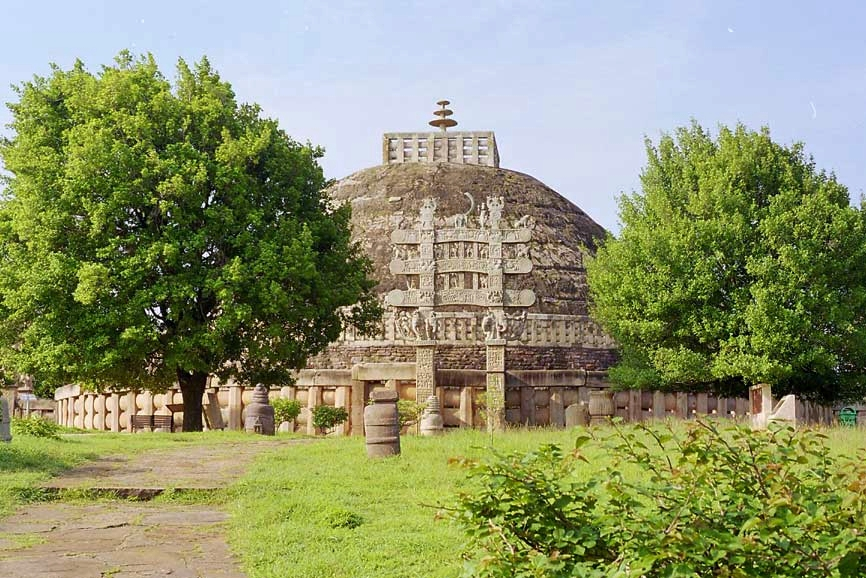
Sanchi, 2003.
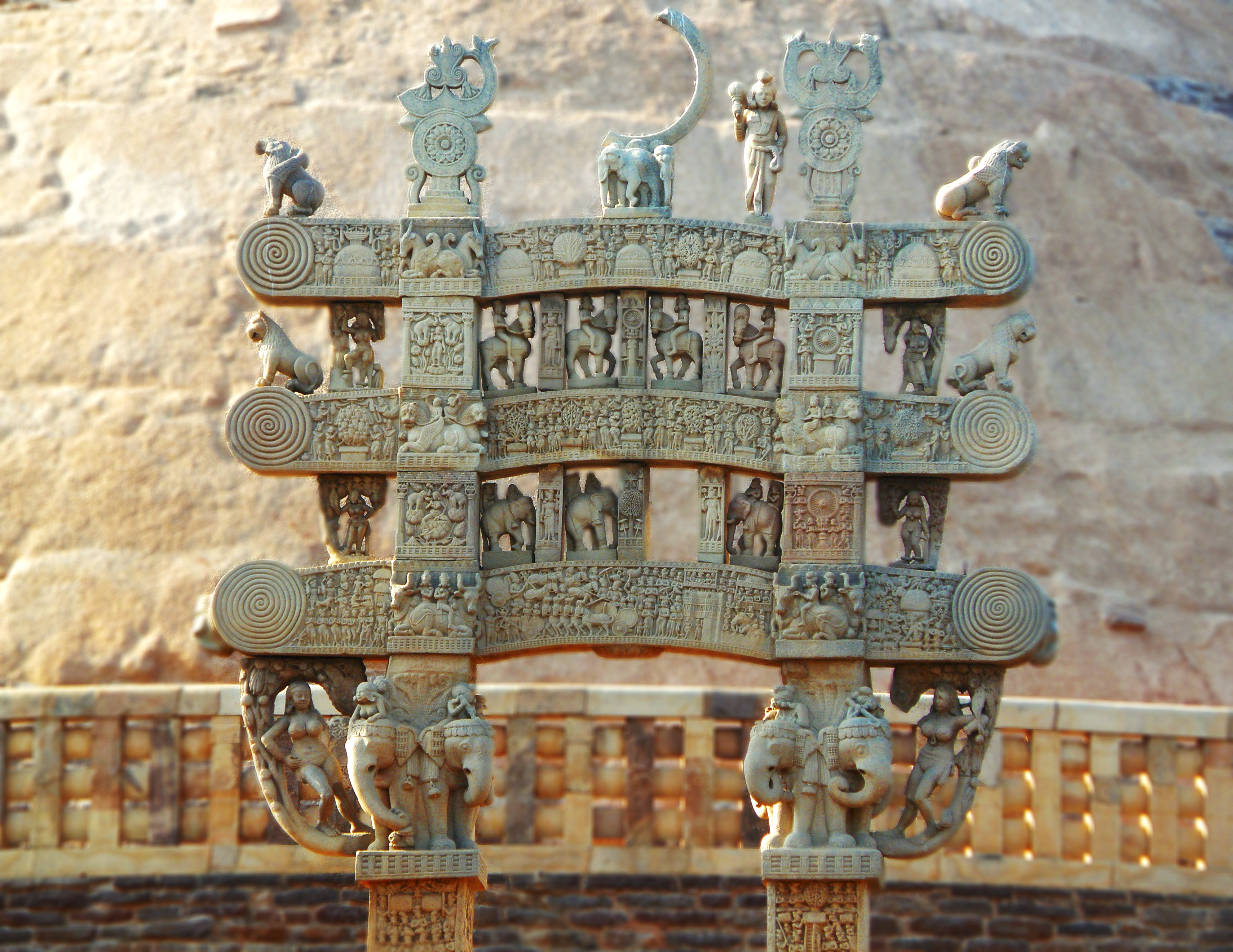
Porta nord de la stupa de Sanchi Stupa del segle iii aC.
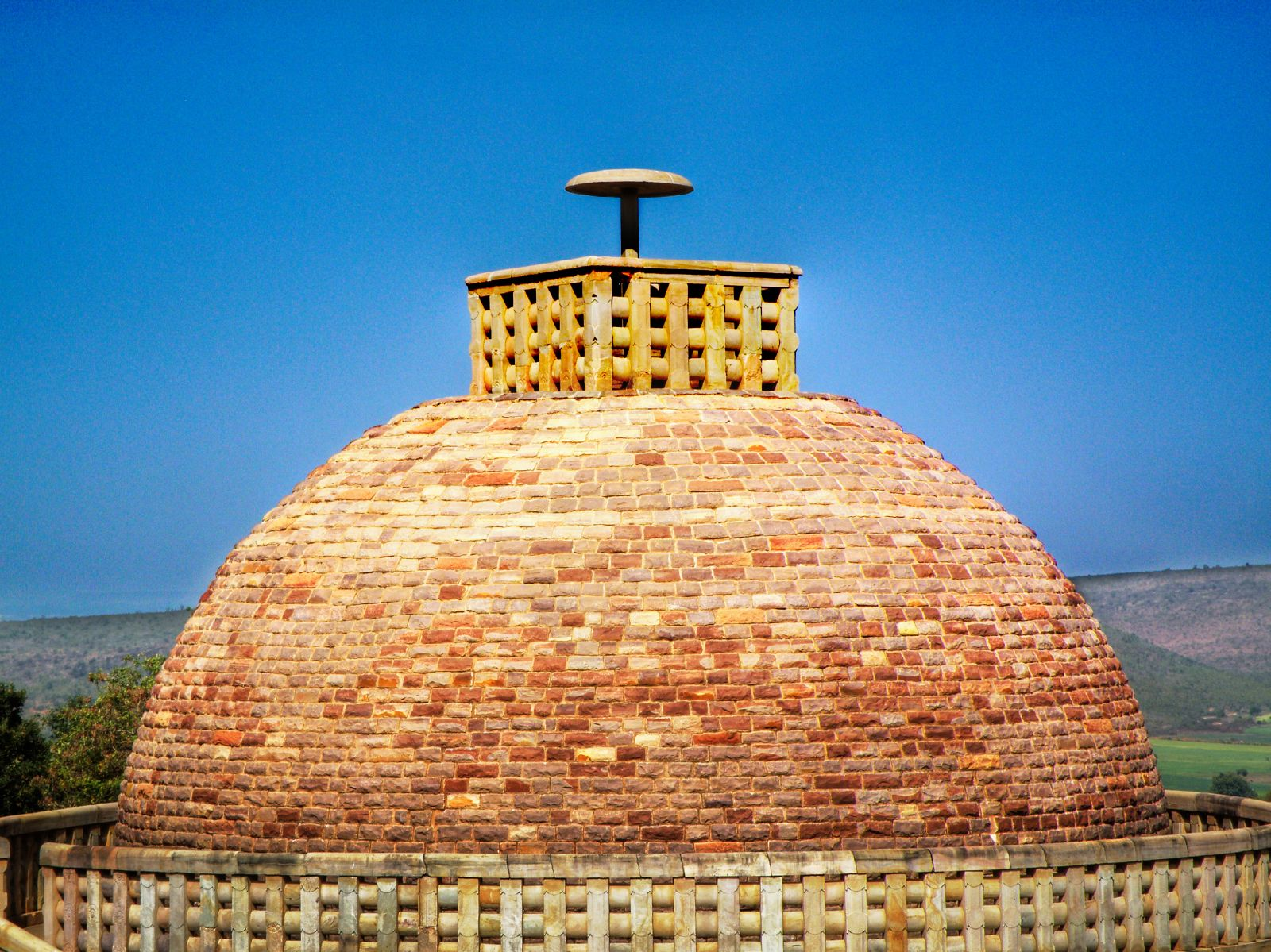
Stupa dels deixebles de Buda, Sanchi.
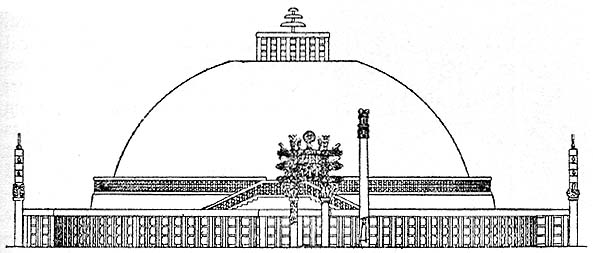
Dissemy de la gran stupa a Sanchi.
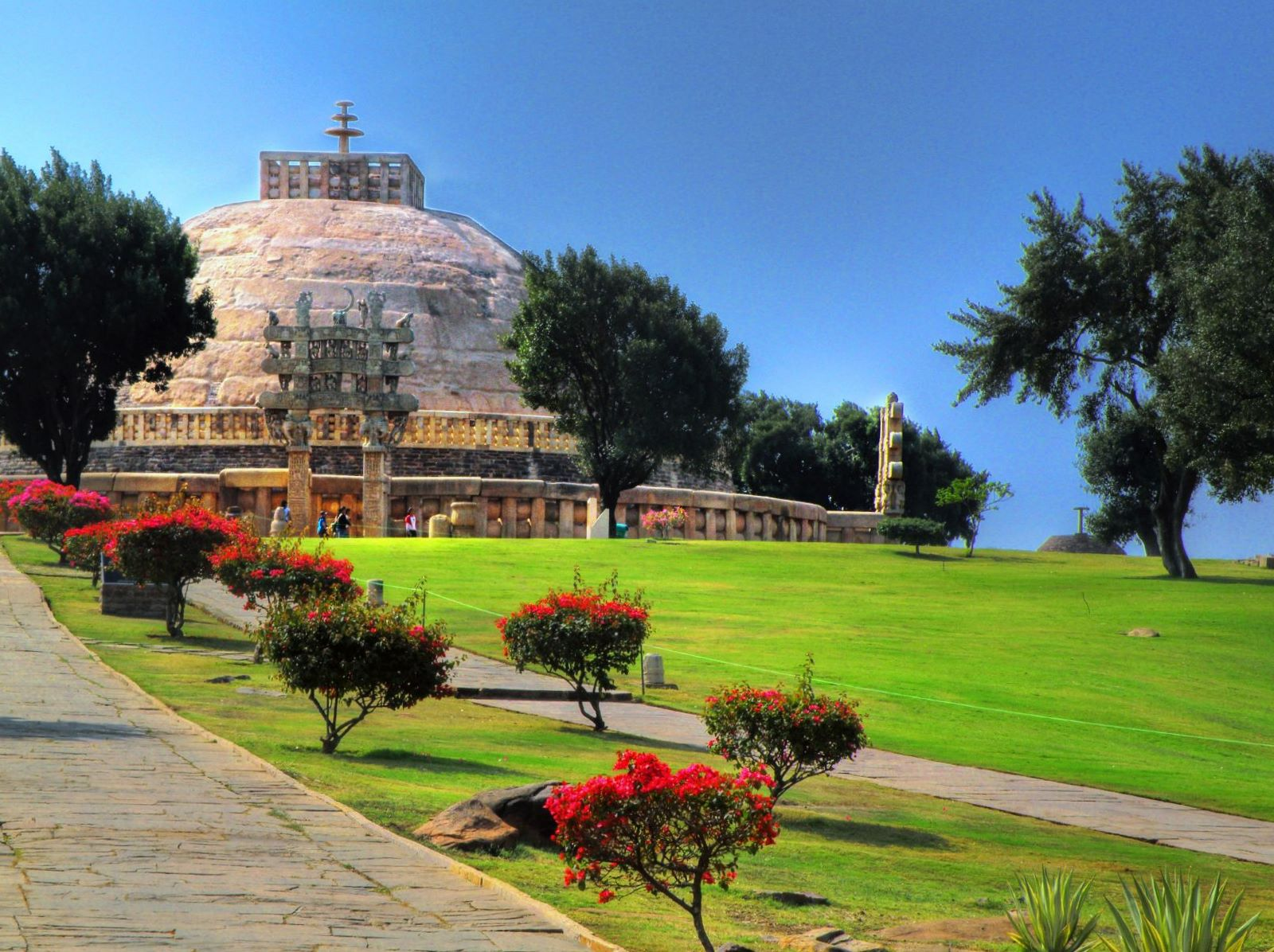
Sanchi, jardins restauarats, 2009.
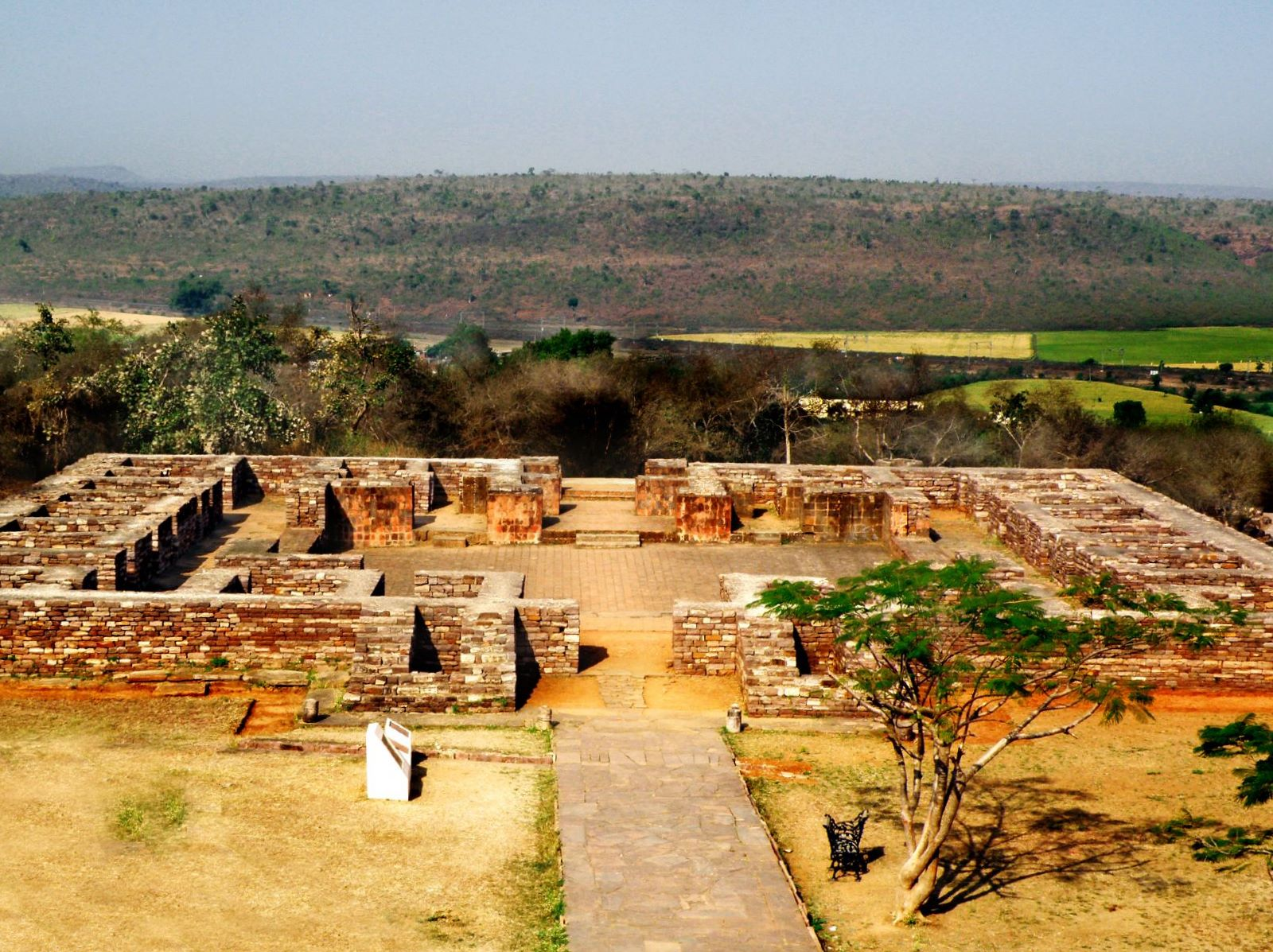
Monestir budista a Sanchi
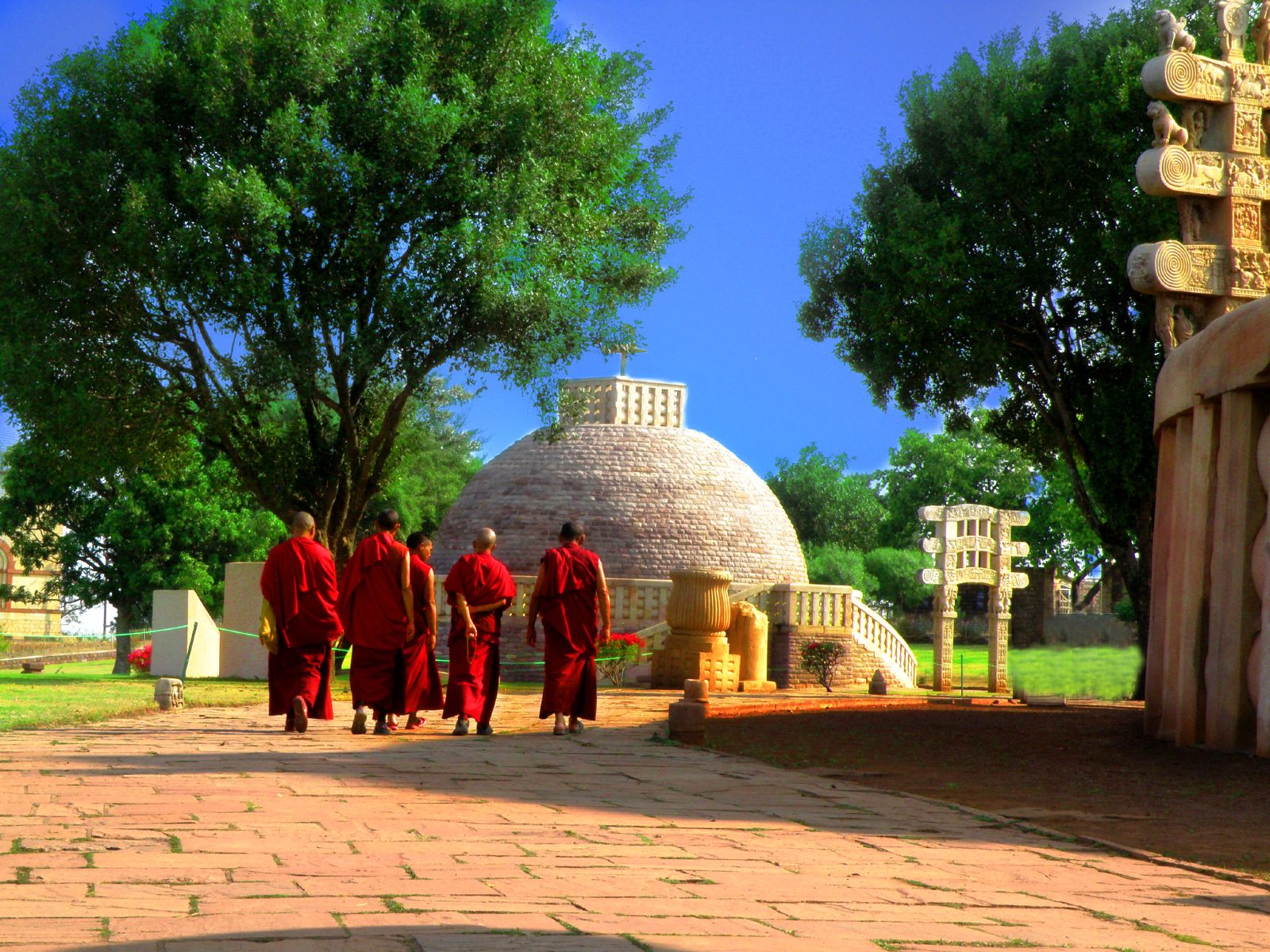
Monjos visitants la stupa de Sanchi.

## Història
Aproximadament, a finals del s. XII - principis del s. XIII, el conjunt va ser abandonat i no va ser fins més de 600 anys després, al segle XIX, que va ser redescobert pel General Taylor el 1818, quan es va iniciar els primers treballs de restauració. Entre el 1881 i el 1912, les estructures van ser restaurades a la selva condició actual sota la supervisió de Sir John Marshall, i es va establir un museu arqueològic. Avui en dia, queden al voltant de cinquanta monuments al turó de Sanchi, incloses tres stupes i diversos temples.
Es diu que els monuments del conjunt de Sanchi registren la gènesi, l’aflorament i la decadència de l’art i l’arquitectura budista al llarg d’un període de 1300 anys, des del s. II aC fins al s. XII dC. Sanchi mai no va ser santificada per algun incident a la vida de Buda. Va ser un viatger xinès del s.VII, Xuanzang, que va registrar meticulosament tots els detalls relacionats amb els moviments budistes, i no va fer menció alguna al respecte. L’única referència primerencs trobada de Sanchi es troba a les cròniques de Sri Lanka, el Mahavansa i el  Dipavansa. En  aquestes cròniques s'explica que Asoka, abans de ser el gran emperador Maurya, es va casar amb la filla d’un comercial de Vidisa, la Devi, durant una parada que va realitzar cap a Ujjayani quan era virrei. Anys és tard, el seu fill Mahendra, va visitar la reina Devi a Vidisa, aquesta el va portar al monestir de Vedisagiri, obra comissionada per ella mateixa, i s'hi quedà un mes abans d’anar cap a Sri Lanka.
Vidisa va ser la gran capital de l’antiga Akara i en un radi de 20km es van edificar diversos grups de monuments budistes. A més, el seu matrimoni amb una dona de Vidisa, va ser una raó de pes per tal que Asoka escollís aquesta ubicació. A més es tractava d'un monestir proper a la ciutat, de les rutes comercials i dels rius Betwa i Bes. Sanchi, doncs, reunia totes les condicions necessàries per a una vida monàstica budista ideal i l'assentament continuà més enllà del regnat de l’Imperi de Maurya. Val a dir, però, després de la caiguda d'aquest imperi, el recinte fou saquejat. Aquest fou reconstruït i el fervor religiós va trobar la seva expressió màxima en una vigorosa activitat constructiva cap a mitjan segle II a.C., durant l'imperi Sunga.
En aquest període es va produir un revestiment de pedra i una ampliació de l’Stupa d’Asoka: l’erecció de balustades al voltant del terra (vedika), escales (sopana) i la harmika; la construcció del temple 40, i ls construcció dels Stupes 2 i 3. Aquesta intensa aspiració religiosa i les forces creatives van continuar sense fre també al segle següent, al segle I a.C., quan es van afegir als Stupes 1 i 3 portes (toranas) elaboradament tallades durant la supremacia dels Satavahanas.